# Епископ темишварски Георгије (Војновић)
Георгије (Гаврил Војновић, Рума, 1. јул 1829. — Сремски Карловци, 23. децембар 1881) био је епископ Српске православне цркве на престолу темишварских владика.

## Живот
Епископ Георгије је рођен као Гаврил у лето 1829. године у Руми.
Био је прво монах у манастиру Гомирју у Хрватској. Године 1862. он је протођакон у Плашком. Предавао је око 1865. године на Карловачкој православној богословији. Јавља се 1867. и 1868. године протосинђел Георгије Војновић из Карловаца у друштву са колегом синђелом Иларионом Руварцем као пренумерант Утјешеновићеве књиге "Псалми Давидови".
После избора сибињског митрополита Прокопија (Ивачковића) изабран на првој синодској седници за епископа темишварског. До избора за епископа био је архимандрит манастира Беочина. Хиротонисан је као протосинђел за епископа у Сремским Карловцима 16. септембра 1874. године, и на том трону провео до смрти 1881. године.
Умро је у Сремским Карловцима 23. децембра 1881. године и сахрањен у карловачкој Саборној цркви.